# Preston Smith

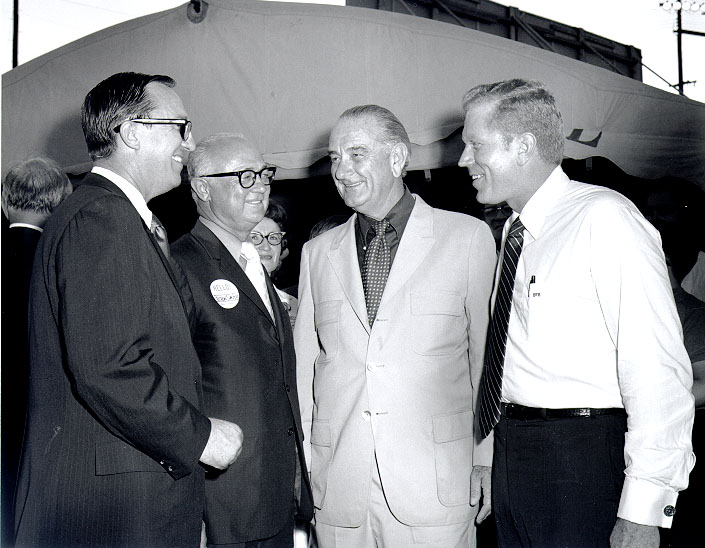
Preston Smith (2. v. links); rechts neben ihm der ehemalige US-Präsident Lyndon B. Johnson, August 1970

Preston Earnest Smith (* 8. März 1912 im Williamson County, Texas; † 18. Oktober 2003 in Lubbock, Texas) war ein US-amerikanischer Politiker und von 1969 bis 1973 Gouverneur des Bundesstaates Texas.

## Frühe Jahre und politischer Aufstieg
Preston Smith besuchte die Lamesa High School und das Texas Technological College, die heutige Texas Tech University. Seine geschäftliche Laufbahn begann er zusammen mit einem Partner als Betreiber eines Kinos. Bis zum Jahr 1944 betrieben sie bereits eine ganze Kette von Kinos. Außerdem hatte Smith seine Geschäfte auf andere Bereiche, vor allem den Immobilienmarkt,  ausgeweitet. Dabei erlangte er vor allem im Westen des Staates Texas einen hohen Bekanntheitsgrad.
Smith wurde Mitglied der Demokratischen Partei. Zwischen 1945 und 1951 war er Abgeordneter im Repräsentantenhaus von Texas, von 1957 bis 1963 gehörte er dem Staatssenat an. Im Jahr 1962 wurde er zum Vizegouverneur seines Staates gewählt. Dieses Amt bekleidete er bis 1969. Damit war er Stellvertreter von Gouverneur John Connally. In diese Zeit fiel das tödliche Attentat auf Präsident John F. Kennedy in Dallas.

## Gouverneur von Texas
Im Jahr 1968 wurde Preston Smith als Nachfolger von John Connally zum Gouverneur seines Staates gewählt. Er trat sein neues Amt am 21. Januar 1969 an und konnte es nach einer Wiederwahl bis zum 16. Januar 1973 ausüben. In seiner Amtszeit betrieb er eine Reform des Bildungswesens. Einige Universitäten wurden neu gegründet und einige andere Bildungsanstalten zu Universitäten aufgewertet. Außerdem entstanden zusätzliche Schulen für Ärzte, Zahnärzte und Juristen. Damals entstand auch ein Programm gegen den Drogenmissbrauch. In seiner Amtszeit wurden erstmals in Texas Mindestlöhne eingeführt. Allerdings gab es in dieser Zeit auch Skandale in Texas und den Vereinigten Staaten, die auch in Texas Spuren hinterließen. Auf Bundesebene erschütterte die Watergate-Affäre die amerikanische Nation. Der Vietnamkrieg war heftig umstritten und Gegenstand zahlreicher Demonstrationen. In Texas gab es zwischen 1971 und 1972 den sogenannten Sharpstown-Skandal. Dabei ging es um Bestechungen und Betrug im Zusammenhang mit einem Darlehen der Finanzgruppe um Frank Sharp, einen Bankier und Versicherungsmanager in Houston. Im Verlauf dieses Skandals mussten einige führende Politiker des Staates Texas einschließlich des Senatspräsidenten Gus Mutscher zurücktreten. Obwohl Gouverneur Smith nicht direkt in den Skandal verwickelt war, wurde sein Ruf soweit in Mitleidenschaft gezogen, dass er die parteiinternen Vorwahlen 1972 gegen Dolph Briscoe verlor.

## Weiterer Lebenslauf
Nach seiner Gouverneurszeit kehrte Preston Smith nach Lubbock zurück, wo er geschäftlich aktiv blieb. Im Jahr 1978 versuchte er erfolglos noch einmal die Nominierung seiner Partei für die Gouverneurswahlen zu erringen. Bis 1985 war er Vorsitzender des Bildungsausschusses. Preston Smith starb im Jahr 2003 im Alter von 91 Jahren. Mit seiner Frau Ima Mae Smith hatte er zwei Kinder.